# Фавар, Дениз
Дениз Фавар (фр. Denise Favart; 22 сентября 1923, XIX округ Парижа — 22 августа 2016, Крикбёф) — фигуристка из Франции, четырёхкратная чемпионка Франции 1946—1949 годов в парном катании, участница Олимпиады 1948 года, где она выступала со своим мужем.

## Спортивные достижения
| Соревнования/Сезоны     | 1942 | 1943 | 1944 | 1945 | 1946 | 1947 | 1948 | 1949 | 1950 |
| ----------------------- | ---- | ---- | ---- | ---- | ---- | ---- | ---- | ---- | ---- |
| Зимние Олимпийские игры |      |      |      |      |      |      | 14   |      |      |
| Чемпионаты мира         |      |      |      |      |      | 10   |      | 10   | 12   |
| Чемпионаты Европы       |      |      |      |      |      | 8    |      |      |      |
| Чемпионаты Франции      |      |      |      |      | 1    | 1    | 1    | 1    |      |